# ドミトリー・ウフトムスキー
ドミトリー・ウフトムスキー（Dmitry Ukhtomsky、1719年 - 1774年10月15日）は、ロシアの建築家。
18世紀中頃のパロック建築の巨匠。25年間モスクワ市の主任建築士をつとめた。ロシアにおいてシスデマティツクな建築家育成を始めた人物として知られる。アレクサンドル・ココリーノフ、M・カサコープ、L・スタロープらが彼に師事した。代表作としてトウエルスキエ凱旋門、赤の凱旋門、クスネッキー橋、至聖三者聖セルギイ大修道院などがある。